# Supercopa do Peru de Futebol de 2020
A Supercopa do Peru de 2020 ou Supercopa Peruana de 2020, foi a primeira edição do torneio, uma partida anual organizada pela Federação Peruana de Futebol (FPF) que reuniu as equipes campeãs do Campeonato Peruano e da Copa Bicentenario do ano anterior. A competição foi decidida em um único jogo, realizado em 23 de janeiro de 2020, no Estádio Miguel Grau, em Callao, no Peru.
O Atlético Grau consagrou-se campeão do torneio após derrotar o Deportivo Binacional por 3–0.

## Participantes
O Deportivo Binacional obteve sua vaga como campeão da Liga 1 de 2019, feito inédito na história do clube, depois de uma vitória por 4–3 no agregado das partidas da final pelo título da divisão contra o Alianza Lima. Já o Atlético Grau, clube da Liga 2 de 2019, chegou a esta definição do título depois de vencer a primeira edição da Copa Bicentenario de 2019, o título veio com uma vitória nos pênaltis contra o Sport Huancayo no encontro final do torneio em Callao.
| Clube                | Cidade  | Classificação                                             | Participação |
| -------------------- | ------- | --------------------------------------------------------- | ------------ |
| Deportivo Binacional | Juliaca | Campeão da Primeira Divisão do Campeonato Peruano de 2019 | 1ª           |
| Atlético Grau        | Piura   | Campeão da Copa Bicentenario de 2019                      | 1ª           |

## Partida
| 23 de janeiro de 2020 | Deportivo Binacional | 0 – 3     | Atlético Grau                                 | Estádio Miguel Grau, Callao |
| 18:30 (UTC−5)         |                      | Relatório | J. Neira 22' · C. Lasso 25' · J. Collazos 48' | Árbitro: Diego Haro         |

## Premiação
| Supercopa do Peru de 2020          |
| Peru                               |
| ---------------------------------- |
| Atlético Grau Campeão (1.º título) |